# Tarsius tumpara
Khỉ lùn đảo Siau (Danh pháp khoa học: Tarsius tumpara) là một loài khỉ lùn thuộc họ linh trưởng Tarsiidae được tìm thấy ở vùng đảo núi lửa trên đảo Siau của Indonesia Khỉ lùn đảo Siau được chọn vào danh sách "Những loài nguy cấp nhất thế giới" của Ủy ban sinh tồn (Survival) các Loài Cụm của IUCN, Nhóm về linh trưởng.

## Phân loại
Sự tồn tại của nó như là một phân loại (taxon) khác biệt được dự đoán bởi giả thuyết sinh học lai cho vùng Sulawesi. Lý do là một sự gián đoạn về mặt địa lý tồn tại giữa mũi phía bắc của Sulawesi, và quần thể các đảo nhỏ hơn trên đảo Sangihe (khỉ lùn sangirensis sangihe), khoảng 200 cây số (120 dặm) về phía bắc. Ở giữa, đặt các đại dương sâu thẳm và ba hòn đảo, Biaro, Tagulandang/Ruang và Siau. Giống như đảo Sangihe, chính nó, mỗi trong ba cụm đảo này đều là một phần của vòng cung núi lửa đảo Sangihe.
Các vòng cung núi lửa, giống như các đảo Galapagos và đảo Hawaii, có các hòn đảo phun ra từ đáy đại dương. Trong trường hợp đó, các hòn đảo hình thành độc lập, đang thuộc địa độc lập, và vẫn bị cô lập về mặt địa lý. Những đặc điểm này dẫn đến mức độ đặc hữu cao kể cả hệ động vật và thực vật. Sự có mặt của các đảo hẻo lánh ở hòn đảo xa nhất trong vòng cung núi lửa Sangihe (tức đảo Sangihe) đã dẫn tới sự tò mò về sự hiện diện của những hải đảo trên các hòn đảo khác trong chuỗi. Mỗi một trong ba cụm hòn đảo đã đề cập ở trên đã được khảo sát cho sự có mặt của các vùng đất sét vào năm 2004 và năm 2005, nhưng chỉ có khỉ lùn tarsier được quan sát trên Siau.
Hơn nữa, việc đã mô tả chi tiết về mô tả ban đầu của T. sangirensis bao gồm việc đề cập đến một mẫu vật từ Siau trong Bảo tàng Dresden của nước Đức. Vì vậy, nó đã được lập luận để điều tra thêm về Siau tarsier để xem nó đã được phân loại riêng (taxonomically) tách ra từ T. sangirensis. Quần đảo Sangihe được biết đến với các loài thuộc hệ chim (avifauna) có nguy cơ tuyệt chủng của chúng và mối quan tâm về tình trạng bảo tồn của đảo Siau đã tăng lên trước khi mô tả chính thức. 